# ساو فرانسيسكو دي أسيس دو بياوي
ساو فرانسيسكو دي أسيس دو بياوي بلدية في ولاية بياوي في المنطقة الشمالية الشرقية من البرازيل.